# 岡山県道・広島県道3号井原福山港線
岡山県道・広島県道3号井原福山港線（おかやまけんどう・ひろしまけんどう3ごう いばら ふくやまこうせん）は、岡山県井原市から広島県福山市に至る県道（主要地方道）である。

## 概要
岡山県井原市と広島県福山市福山港を結ぶ主要地方道として認定されているものの両者を短絡的には結ばず、岡山県笠岡市茂平で進行方向を変える“逆L字形”の経路となっており、路線の性格としては、井原市と笠岡市を結ぶ役割の道路と、笠岡市と福山市を結ぶ役割の道路という性格の異なる二つの道路により構成された形となっている。また、笠岡市用之江（もちのえ）地内では、国道2号との連絡のために支線（用之江支線）を有する。
笠岡市茂平から終点にかけては、国道2号のバイパス道路として計画されている地域高規格道路「倉敷福山道路」の福山道路区間と並行するため、国道2号笠岡バイパスと一体となって暫定的なバイパス路線としても機能している。

### 路線データ
本線

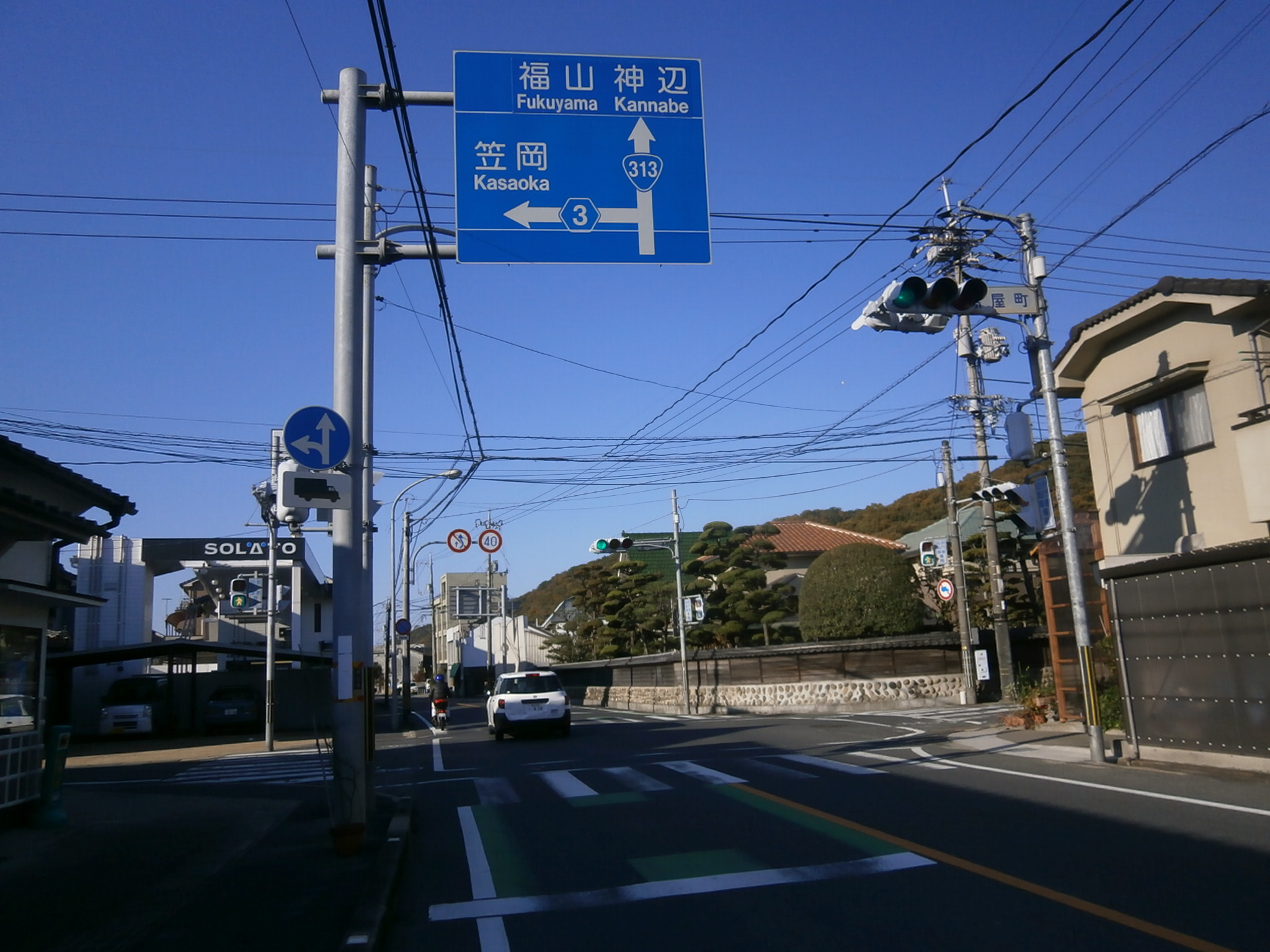
起点の高屋町交差点

- 起点 : 岡山県井原市高屋町三丁目（高屋町交差点、国道313号交点 ）
- 終点 : 広島県福山市引野町（沖浦橋交差点（福山港[2]）、広島県道244号福山港線起点）
- 路線延長
  - 岡山県道 : 実延長 14.8 km（2015年4月1日現在） [1]
  - 広島県道 : 実延長 4.409 km （2015年4月1日現在） [2]

用之江（もちのえ）支線
- 起点 : 岡山県笠岡市用之江（本線 交点）
- 終点 : 岡山県笠岡市用之江（用之江交差点、国道2号交点）

## 歴史
岡山県道高屋篠坂線および広島県道・岡山県道福山港用之江線の全部分と広島県道・岡山県道平野笠岡線の一部分（広島県道・岡山県道平野笠岡線はその後、1972年（昭和47年）に広島県道・岡山県道101号平野笠岡線となり、1994年（平成6年）まで存続した。）を前身とする路線である。

### 年表
- 1971年（昭和46年）6月26日 - 建設省（当時）告示第1,069号により主要地方道に指定。
- 1972年（昭和47年）
  - 3月21日 - 岡山県告示第263号および広島県告示第234号[2]により認定。
  - この年度、現行の県道番号に変更[注釈 1]。
- 1993年（平成5年）5月11日 - 建設省から、県道井原福山港線が井原福山港線として主要地方道に再指定される[3]。
- 2017年（平成29年）4月14日 - 岡山県告示第251号により笠岡市篠坂で岡山県道377号山口押撫線が接続[4]。

## 路線状況
沿線自治体が国の備後工業整備特別地域に指定されていた関係で、2002年（平成14年）までに大部分が改良された。
岡山県井原市の高屋町三丁目地内（起点付近）では住宅街を抜けるため、高屋町交差点（国道313号（国道486号重用）交点）から高屋バイパス（国道313号（国道486号重用））が交わる交差点にかけては1.5車線。そこから大江町地内の広島県道・岡山県道102号下御領井原線が交わる交差点までは、普通車同士の離合には支障のない幅広の1.5車線となっている。この区間は、本路線の東方にバイパス道路として下出部町（しもいずえちょう）地内の国道313号（国道486号重用）と大江町地内の本路線（現道）を結ぶ計画の都市計画道路（出部大江線（いずえ おおえせん））の整備が予定されており、高屋町三丁目を含む子守唄の里高屋駅周辺で行われた高屋駅周辺土地区画整理事業では2車線化を行わず、あえて1.5車線道路としている。一方、大江町地内より南は2車線となっており、大江町地内と下稲木町地内の間にある峠など一部を除き、歩道も概ね整備されている。
用之江支線を含む岡山県笠岡市の用之江地内以南は、茂平地内まで4車線。茂平地内から広島県福山市の大門町五丁目地内にある大門町5丁目交差点にかけては2車線となるものの、大門町5丁目交差点以西は、4車線となっている。終点の広島県道244号福山港線との接続点は、福山市街方面から広島県道244号福山港線を走行してきた場合、初めて本路線の県道標識が左側に見えるところであり、下り方向（井原・笠岡方面）からは気付きにくい状況である。

### 通称
- 鋼管道路… 用之江支線を含む岡山県笠岡市と広島県福山市における4車線区間の通称。

### 重複区間
- 広島県道・岡山県道102号下御領井原線（岡山県井原市大江町地内）

### 道路施設

#### 橋梁
- 岡山県
  - 用之江跨線橋 （笠岡市用之江） - JR西日本山陽本線および国道2号を跨ぐ。

### 並行する旧街道
- 旧石州街道（岡山県井原市高屋町 - 岡山県笠岡市有田〈ありだ〉）
  - 別名を笠岡道、笠岡往来、高屋往来[注釈 2]とも。笠岡湊（現・笠岡港）より石州こと石見国および石見銀山に通じていた道。旧山陽道（西国街道）の高屋宿（現・井原市高屋町）を通るルートと、通らないルート（近世の本道。石見銀山街道とも。現・広島県福山市駅家地区等を経由）があり、石州に向けて笠岡市有田で二手に分かれる。高屋宿を通るルートは、広島県福山市神辺町三谷 - 神石郡神石高原町を経て、石州街道の上下宿（現・広島県府中市上下地区）に向かう古道。笠岡市有田で二手に分かれた道は、上下宿にて再び一つの道となり、石州を目指していた。

## 地理
岡山県と広島県の県境を3回通過する路線である。1回目は笠岡市篠坂から福山市坪生町（つぼうちょう）、2回目は福山市坪生町から笠岡市篠坂、3回目は笠岡市茂平から福山市大門町5丁目にかけて。以前は3回目にある笠岡市茂平から福山市大門町5丁目にかけてのみだったが、道路改良により福山市坪生町を通ることとなり、1994年（平成6年）から通過するようになった。

### 通過する自治体
- 岡山県
  - 井原市 - 笠岡市
- 広島県
  - 福山市
- 岡山県
  - 笠岡市
- 広島県
  - 福山市

### 交差する道路
岡山県笠岡市篠坂で広島県境と接しながら山陽自動車道を立体交差するが、接続はしていない。なお、この付近の東方には山陽自動車道篠坂PAがあり、スマートインターチェンジ設置に向けて検討が行われている。
| 交差する道路                                                                                                  | 都道府県名 | 市町村名 | 交差する場所                | 交差する場所        |
| --- | ---------- | -------- | --------------------------- | ------------------- |
| 国道313号 国道486号 重複                                                                                      | 岡山県     | 井原市   | 高屋町三丁目                | 高屋町交差点 / 起点 |
| 国道313号 国道486号 重複 / 高屋バイパス                                                                       | 岡山県     | 井原市   | 高屋町三丁目                |                     |
| 広島県道・岡山県道102号下御領井原線                                                                           | 岡山県     | 井原市   | 大江町                      |                     |
| 広島県道・岡山県道102号下御領井原線                                                                           | 岡山県     | 井原市   | 大江町                      |                     |
| 岡山県道290号上稲木東江原線                                                                                   | 岡山県     | 井原市   | 下稲木町                    |                     |
| 岡山県道377号山口押撫線 重複区間起点                                                                          | 岡山県     | 笠岡市   | 篠坂                        |                     |
| 広島県道379号坪生福山線                                                                                       | 広島県     | 福山市   | 坪生町（つぼうちょう）6丁目 |                     |
| 岡山県道377号山口押撫線 重複区間終点                                                                          | 岡山県     | 笠岡市   | 押撫（おしなで）            |                     |
| 広域営農団地農道備南地区北幹線 （笠岡市道D647号東大戸有田線、通称・備南街道北線）                             | 岡山県     | 笠岡市   | 有田（ありだ）              |                     |
| 広域営農団地農道備南地区南幹線 （笠岡市道F064号用之江64号才之峠狐崎線、通称・備南街道南線および金山銀山通り） | 岡山県     | 笠岡市   | 用之江                      |                     |
| 岡山県道・広島県道3号井原福山港線 / 支線                                                                      | 岡山県     | 笠岡市   | 用之江                      |                     |
| 笠岡市道F421号茂平143号長瀬線 / 国道2号笠岡バイパス方面                                                       | 岡山県     | 笠岡市   | 茂平                        |                     |
| 広島県道244号福山港線                                                                                         | 広島県     | 福山市   | 引野町                      | 沖浦橋交差点 / 終点 |
| 用之江支線 |            |          |                             |                     |
| 岡山県道・広島県道3号井原福山港線 / 本線                                                                      | 岡山県     | 笠岡市   | 用之江                      | 起点                |
| 国道2号 | 岡山県     | 笠岡市   | 用之江                      | 用之江交差点 / 終点 |

### 交差する鉄道
- 井原鉄道井原線
- 山陽新幹線
- 山陽本線

### 沿線
施設・事業所
- 井原鉄道井原線 子守唄の里高屋駅（岡山県井原市高屋町三丁目）
- タカヤ本社（岡山県井原市高屋町三丁目）
- 井原市立大江小学校（岡山県井原市大江町）
- 笠岡湾干拓地（岡山県笠岡市旧笠岡湾一帯）
- 笠岡ふれあい空港（岡山県笠岡市カブト西町）
- 新笠岡港（岡山県笠岡市港町一帯）
- アサムラサキ（岡山県笠岡市茂平）
- JFE瀬戸内海ゴルフ倶楽部（岡山県笠岡市鋼管町）
- JFE福山製鉄所（広島県福山市鋼管町・岡山県笠岡市鋼管町）
- 福山港（広島県福山市引野町（終点）一帯）

名所・旧跡
- 経ヶ丸山（岡山県井原市笹賀町）
- 経ヶ丸グリーンパーク（岡山県井原市笹賀町）
- 旧山陽道と旧石州街道が交わる高屋宿の町並みと『中国地方の子守唄』発祥地（岡山県井原市高屋町）
- 華鴒大塚美術館（岡山県井原市高屋町三丁目）
- 相原公園（岡山県井原市大江町）
- 嫁いらず観音院（岡山県井原市大江町）
- 匠ヶ城跡（岡山県井原市下稲木町・上稲木町）